# 尹福
尹 福（いん ふく、1840年 - 1909年6月28日）は、清時代の武術家。字は徳安、号は寿鵬。外号は『鉄鐲子痩尹』。

## 略歴
中国河北省冀県人。幼い頃から武術を習い少林武芸に通じる。初め回族の拳師安長華に付き、後に『河北大槍』秦鳳儀に付き羅漢拳、十二路弾腿を学ぶ。後に董海川に『帯芸投師』として門下に入り八卦掌を学ぶ。『鉄鐲子痩尹』の外号の通り、指功に優れ、それを用いた武勇伝も数限りないほどである。

## エピソード
董海川は門生が収めていた功夫を生かす方向で教授を行ったため、各門生ごとに特色の異なる掌法や套路を授けた。それを裏付ける様に、尹福の掌法には、秦鳳儀に学んだ十二路弾腿や羅漢拳を八卦掌の原理に沿う様改変させた腿法が多く盛り込まれている。

## 伝承
尹福が門生に伝えた内容は大きく『大架掌式』と『小架掌式』に分かれる。『大架式』は宮中に入る以前に教授していた董海川直伝のものであり、『小架掌式』は宮中に入った際に総管太監や光緒帝に教える為に作られたものである。
『大架掌式』は冷、弾、硬、脆、快、の風格を特徴とし、八大老勢、二十四勢上中下三盤練法、六十四手で構成される。『小架掌式』は速、小、綿、巧、の風格を特徴とし、六十四掌で構成される。また外伝として羅漢拳が伝えられている。
弟子は、馬貴、楊俊峰、居慶元、田子千、李永慶、劉慶福、宮宝山、宮宝田、尹玉璋、尹金玉(女) 何金魁、金毓慧、門宝珍、彭九春等がいる。指導を受けた者には郭古民等。馬貴、楊俊峰、居慶元等は、董海川より直接指導を受けた為、尹福が伝えた掌法と風格が異なる。